# زمین‌لرزه ۱۹۴۹ جزیره‌های ملکه شارلوت
زمین‌لرزه جزیره‌های ملکه شارلوت  در تاریخ ۲۲ اوت ۱۹۴۹ میلادی، برابر با ‎۳۱ مرداد ۱۳۲۸، ساعت ۴:۰۱:۱۱ به زمان یوتی‌سی در کانادا ، منطقه جزیره‌های ملکه شارلوت رخ داد. بزرگی آن ۸ در مقیاس Mw و بیشینهٔ شدت آن در مقیاس مرکالی VIII (Destructive) اعلام شده‌است. زمین‌لرزه به وقت محلی در روز یکشنبه، ساعت ۱۹ روی داده و منطقه زمانی آن یوتی‌سی -۹ بوده‌است (با لحاظ تغییر ساعت تابستانی).
سازمان زمین‌شناسی آمریکا نیز جای این زمین‌لرزه را در مختصات ۵۳°۳۷′شمالی ۱۳۳°۱۶′غربی / ۵۳٫۶۲°شمالی ۱۳۳٫۲۷°غربی و بزرگی آنرا برابر با ۸٫۱ در مقیاس ریشتر اعلام کرده‌است. ژرفای گزارش شده از سوی این سازمان ۲۵ کیلومتر می‌باشد.